# Волосовичи (Октябрьский район)
Волосовичи (бел. Валосавічы) — агрогородок, центр Волосовичского сельсовета Октябрьского района Гомельской области Республики Беларусь.

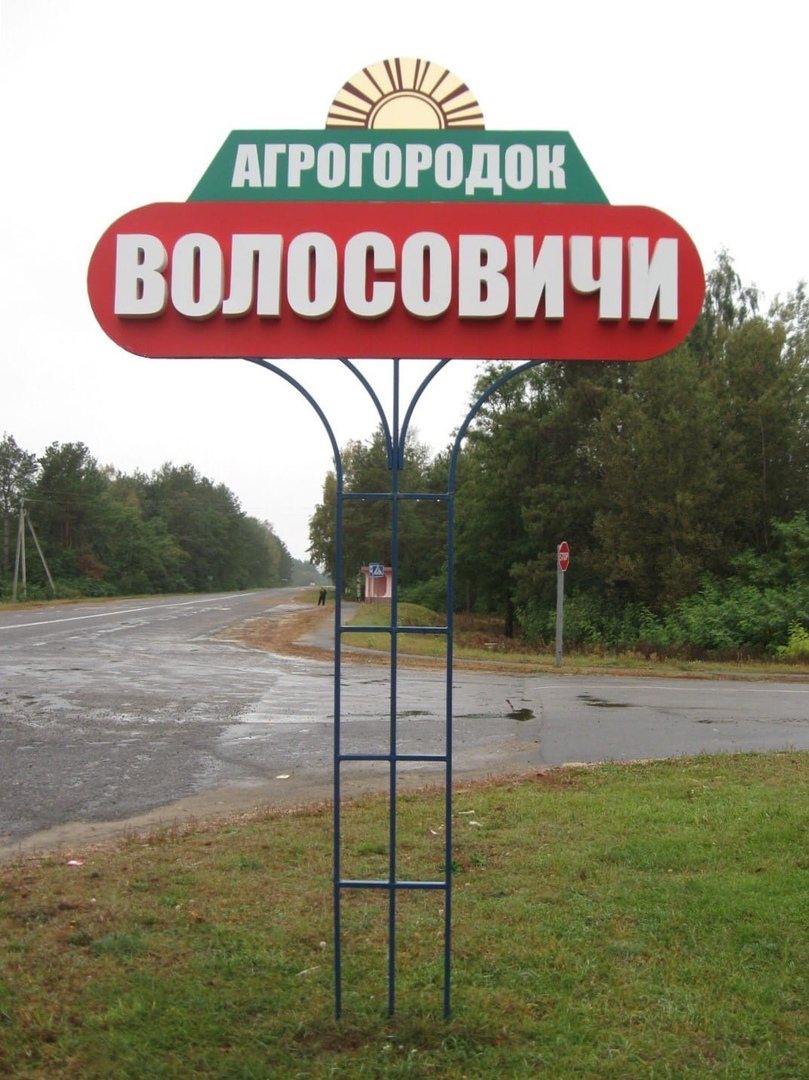

## География

### Расположение
В 22 км на юго-восток от Октябрьского, 25 км от железнодорожной станции Рабкор (на ветке Бобруйск — Рабкор от линии Осиповичи — Жлобин), 185 км от Гомеля.

## Транспортная сеть
Агрогородок расположен на автомобильной дороге Р34, Осиповичи—Глуск—Озаричи. Планировка состоит из двух основных прямолинейных, параллельных между собой улиц, ориентированных с юго-запада на северо-восток и соединенных между собой двумя переулками. Застройка двусторонняя, неплотная, деревянная, кирпичная, усадебного типа. В 1986-90 годы построены 50 кирпичных домов, в которых разместились жители выселенные из загрязнённых радиацией в результате катастрофы на Чернобыльской АЭС населённых пунктов.
В Волосовичах расположены автобусные остановки обслуживающие маршруты на г. Гомель, г. Мозырь, г. Калинковичи, г. Светлогорск, г. п. Октябрьский.

## История
Обнаруженное археологами городище (в 1,2 км на юго-восток от деревни) свидетельствует о заселении этих мест с давних времён. По письменным источникам известна с XVI века как селение в Минском воеводстве Великого княжества Литовского. В 1552 году деревня. В 1560 году упоминается в документах об установлении границ земель.
После 2-го раздела Речи Посполитой (1793 год) в составе Российской империи. В 1795 году в составе одноимённого поместья, его владелец помещик С. Ф. Колчевский владел в 1840 году 925 десятинами земли и 4 трактирами. Согласно ревизским материалам 1850 года в Речицком уезде Минской губернии. Согласно переписи 1897 года находились церковь, церковно-приходская школа, хлебозапасный магазин, трактир. В 1918 году в наёмном доме открыта школа.
С 20 августа 1924 года центр Волосовичского сельсовета Озаричского, с 8 июля 1931 года Паричского, с 12 февраля 1935 года Домановичского, с 20 января 1960 года Октябрьского, с 25 декабря 1962 года Светлогорского, с 30 июля 1966 года Октябрьского района Мозырского (до 26 июля 1930 года и с 21 июня 1935 года до 20 февраля 1938 года) округа, с 20 февраля 1938 года Полесской, с 8 января 1954 года Гомельской областей.
Начальная школа в 1930-е годы преобразована в семилетнюю. Во время Великой Отечественной войны партизаны в январе 1942 года разгромили гарнизон, созданный в деревне оккупантами, в отместку каратели сожгли деревню и убили 137 жителей, 54 жителя погибли на фронте. Населенный пункт являлся центром колхоза имени М. В. Фрунзе.
В состав Волосовичского сельсовета входили до 1966 года деревня Дерть, до 1969 года деревня Гуслище, до 1974 года деревня Некраши, до 2014 года Порослище, (в настоящее время не существуют).
Решением Октябрьского районного Совета депутатов от 26 марта 2010 года деревня Волосовичи преобразована в агрогородок.

## Современное состояние
В настоящее время в агрогородке работает два продуктовых магазина — один Белкоопсоюза, второй частный «Искра», летнее кафе «Радуга». Функционирует отделение РУП «Белпочта», сельский дом народного творчества, фельдшерско-акушерский пункт, ГУО «Волосовичский детский сад — средняя школа», комплексный приемный пункт ОАО «Октябрьский КБО», сельскохозяйственное предприятие ОАО «Некрашинский», производство красок ООО «Этноград», сельский Совет, ПАСП Октябрьского РОЧС, современная детская игровая площадка.

## Население

### Численность
- 2019 год — 420 жителей.

### Динамика
- 1552 год — 95 жителей мужского пола.
- 1795 год — 30 дворов.
- 1850 год — 40 дворов, 297 жителей.
- 1897 год — 54 двора, 586 жителей (согласно переписи).
- 1908 год — 64 двора.
- 2004 год — 167 хозяйств, 445 жителей.

## Культура
- Волосовичский сельский Дом народного творчества — филиал ГУК «Центр культурно-досуговой деятельности Октябрьского района»

## Галерея

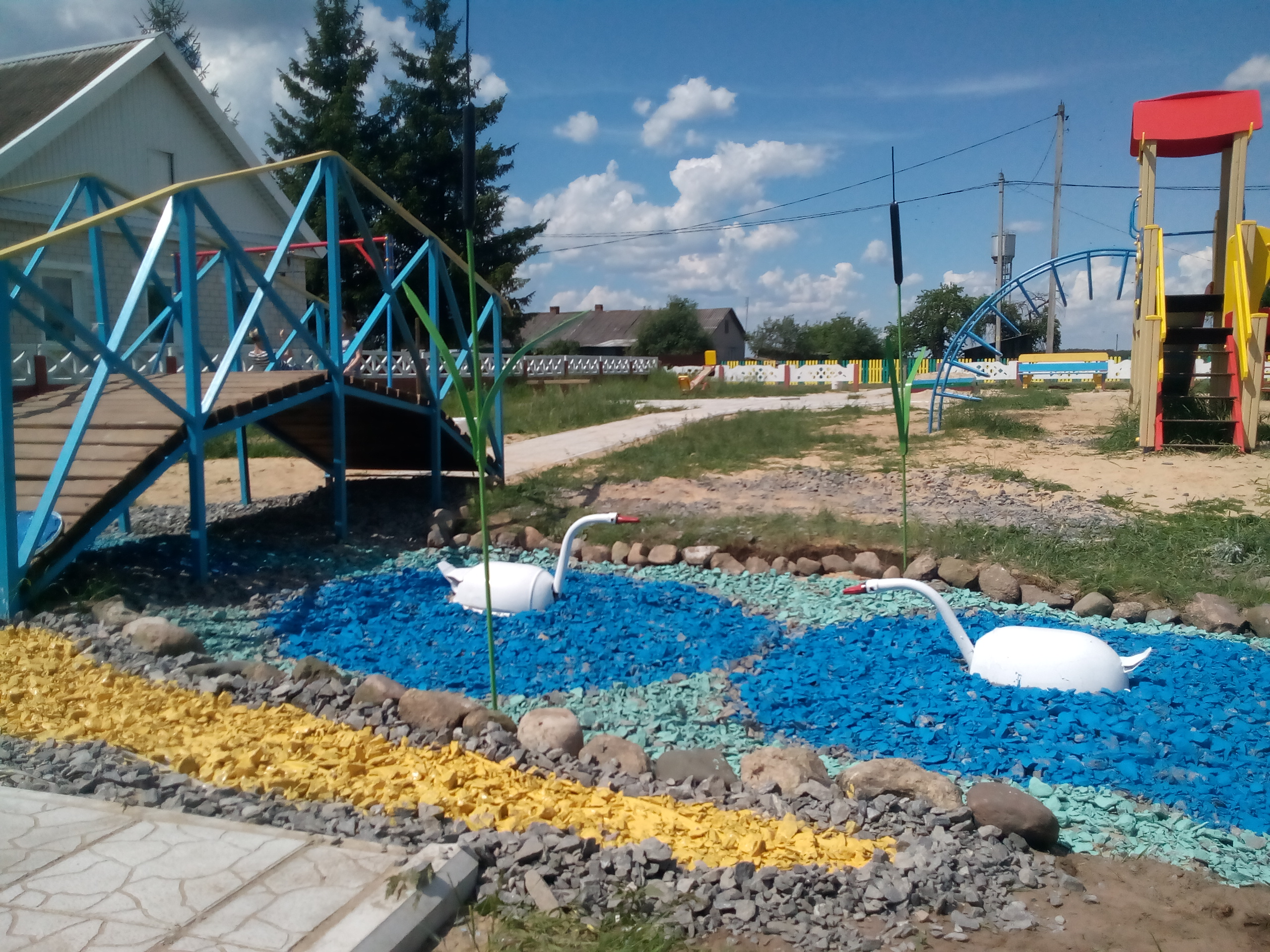
Детская площадка в агрогородке Волосовичи
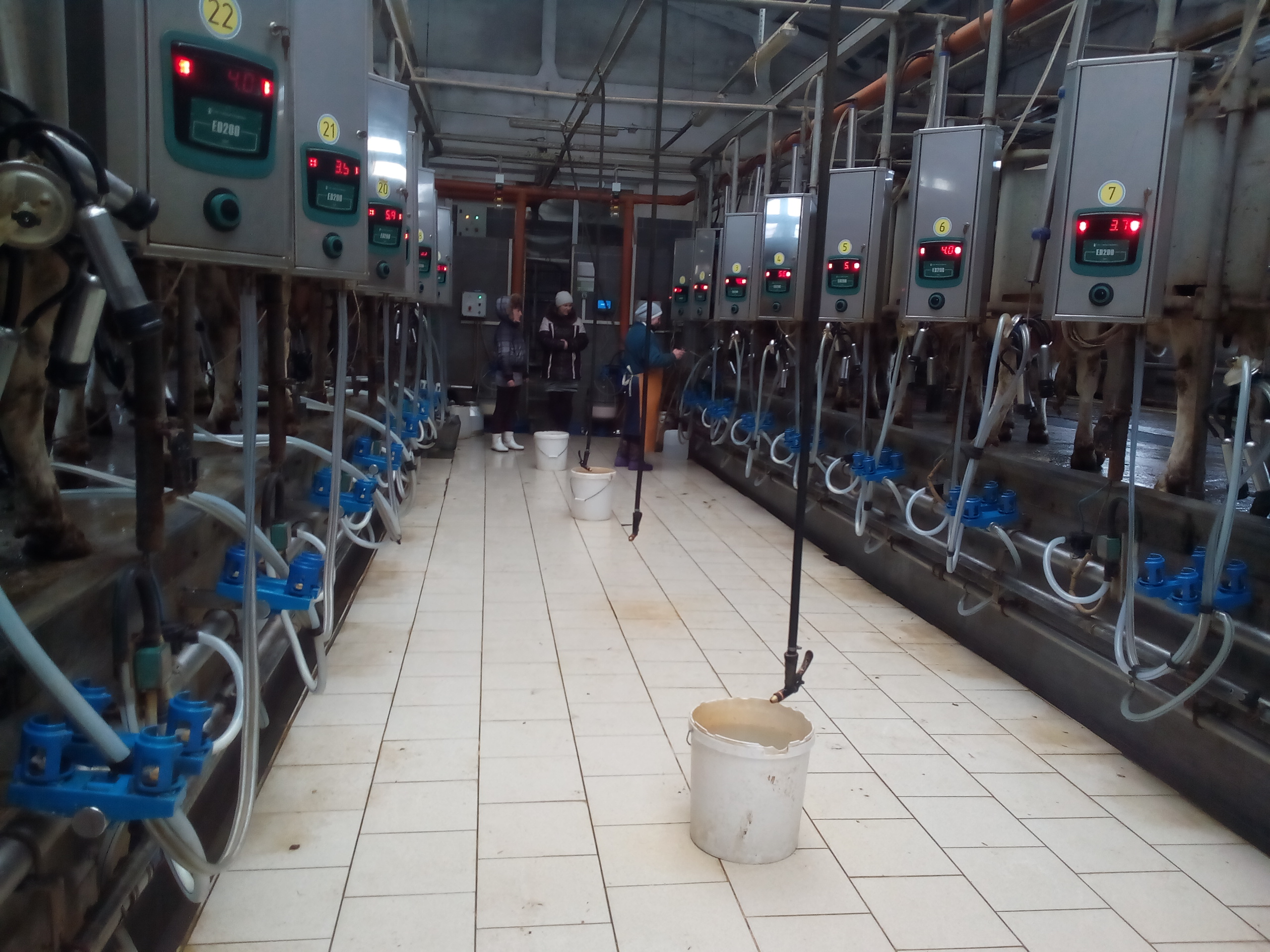
Молочно-товарная ферма ОАО «Некрашинский» аг. Волосовичи
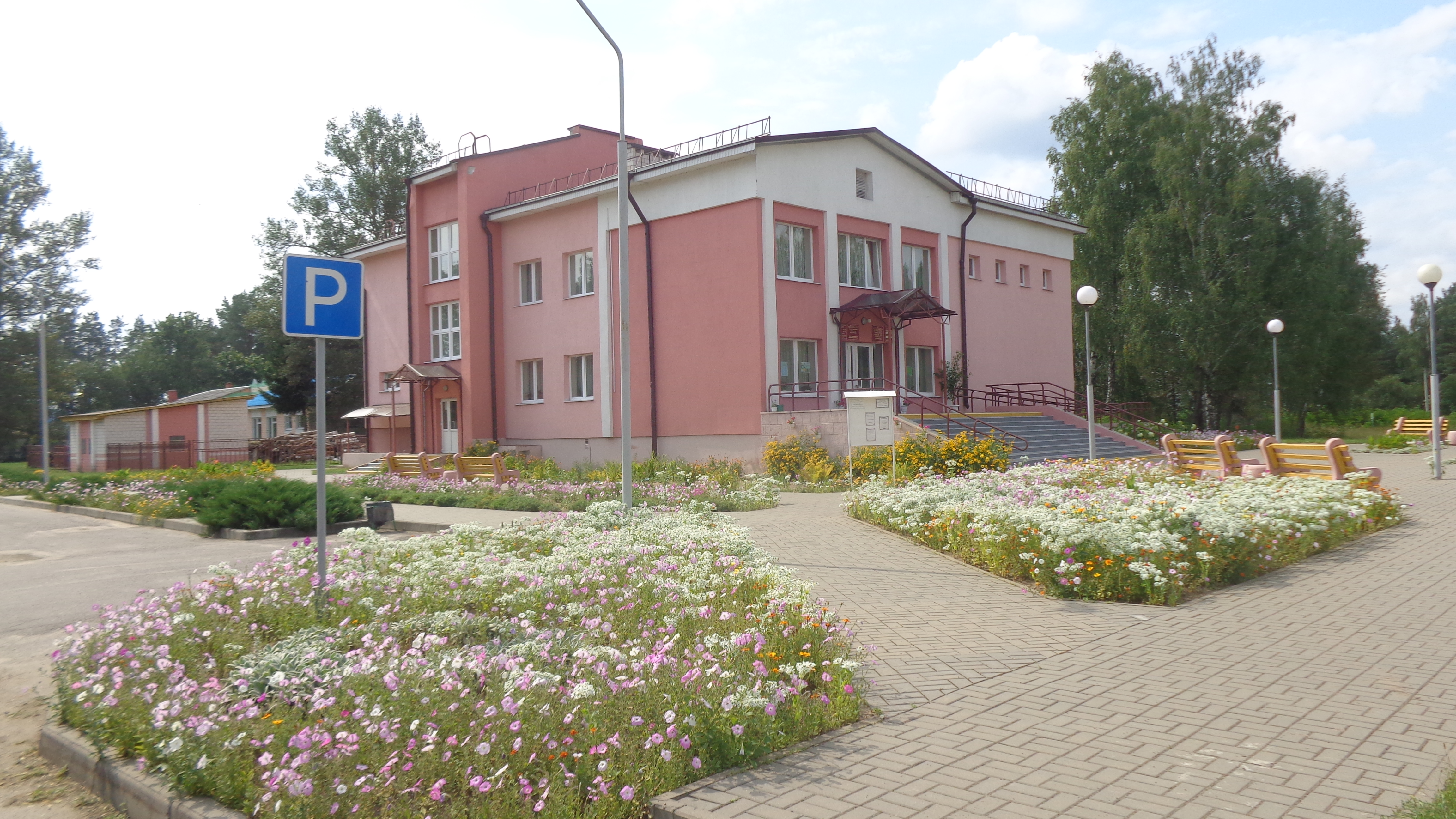
Волосовичский дом народного творчества
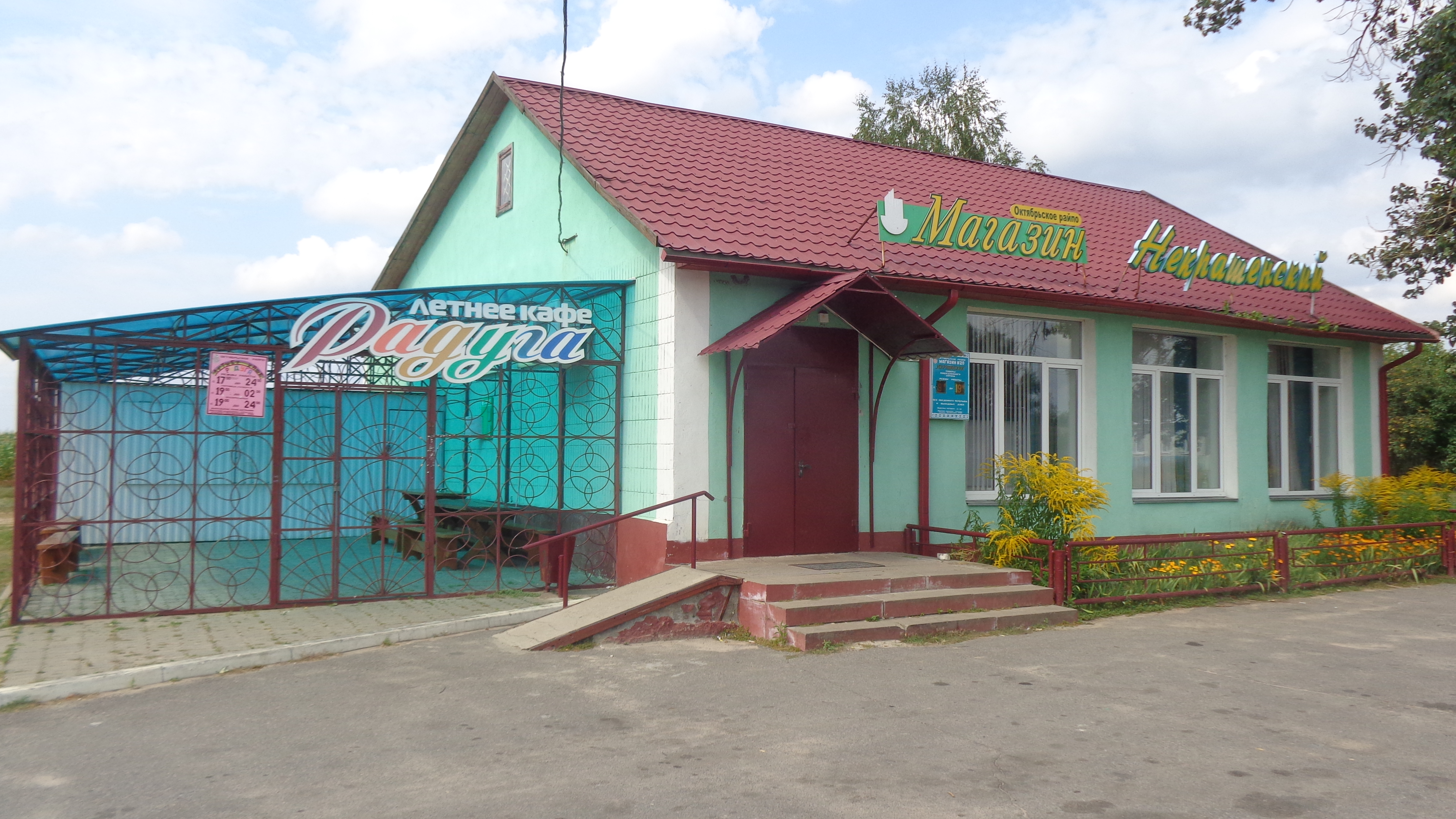
Магазин «Некрашинский» в аг. Волосовичи
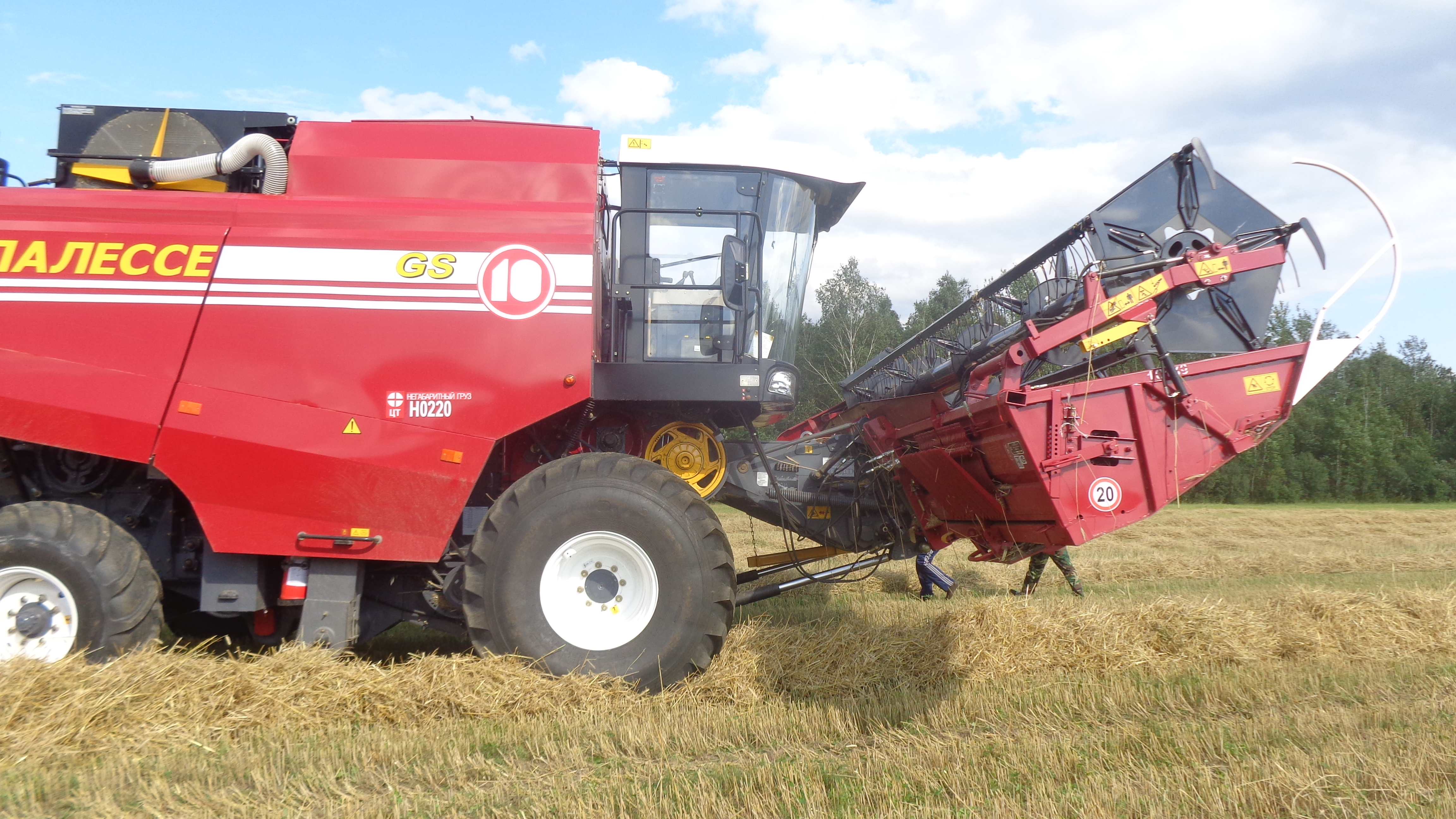
Зерноуборочный комбайн «Полесье GS10» ОАО «Некрашинский» на уборке урожая в августе 2017 года

## Известные уроженцы
- Ковшар Леонид Владимирович — Заслуженный работник лесной промышленности РФ.